# Muntanya de Sant Pau (Castellet i la Gornal)
La Muntanya de Sant Pau és una serra situada al municipis de Castellet i la Gornal a la comarca de l'Alt Penedès i el de Cubelles a la comarca del Garraf, amb una elevació màxima de 251 metres.